# Ampelioides tschudii
Az Ampelioides tschudii a madarak osztályának verébalakúak (Passeriformes) rendjébe és a kotingafélék (Cotingidae) családjába tartozó Ampelioides nem egyetlen faja.

## Rendszerezése
A fajt George Robert Gray angol zoológus írta le 1846-ban, a Cotinga nembe Cotinga tschudii néven.

## Előfordulása
Az Andokban, Bolívia, Kolumbia, Ecuador, Peru és Venezuela területén honos. Természetes élőhelyei a szubtrópusi és trópusi síkvidéki és hegyi esőerdőkben van. Állandó, nem vonuló faj.

## Megjelenése
Testhossza 19-20 centiméter, testsúlya 71–95 gramm.

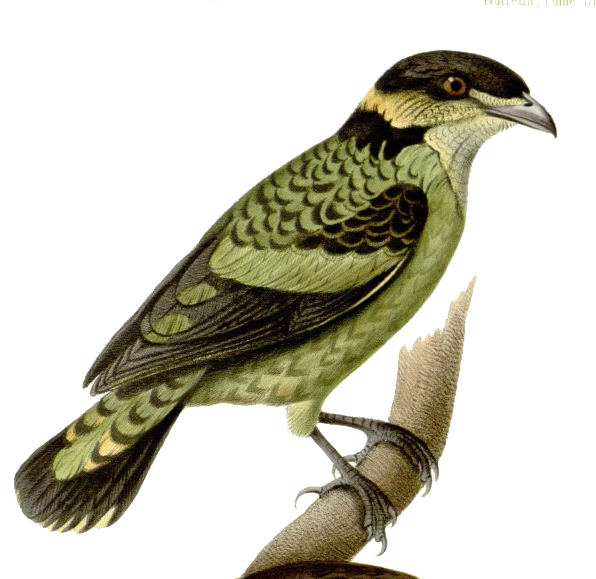
Ampelioides tschudii

## Életmódja
Főleg gyümölcsökkel és rovarokkal táplálkozik.